# Martin Säflund

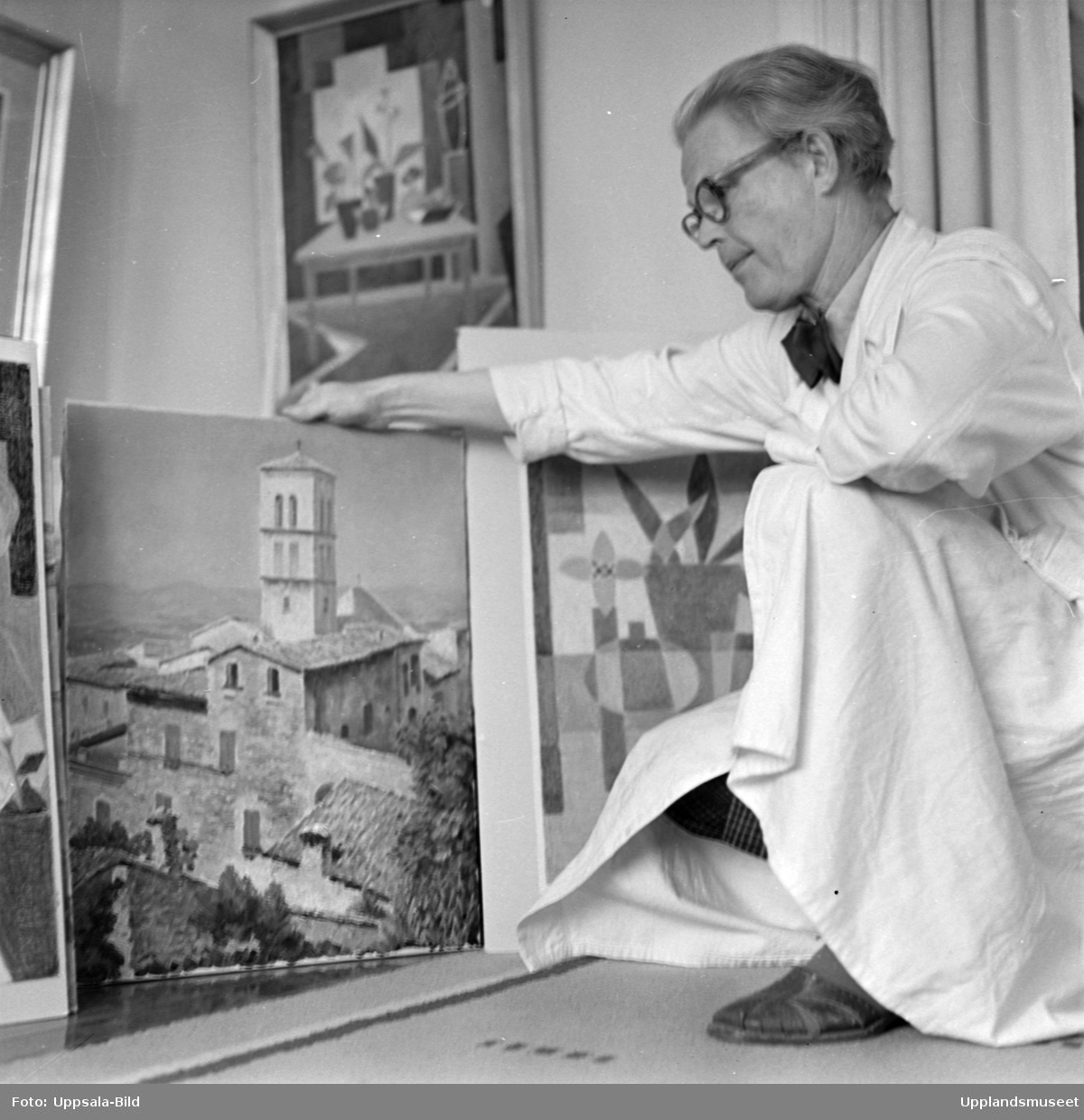
Konstnären Martin Säflund i sin ateljé, Uppsala oktober 1956.

Lars Martin Säflund, född 20 augusti 1894 i Uppsala, död 13 juni 1976 i Uppsala domkyrkoförsamling i Uppsala, var en svensk målare och tecknare.
Säflund började måla som amatör 1918 och studerade samtidigt vid Tekniska skolan i Uppsala. Han debuterade i en utställning med kyrkointeriörer och landskap i olja 1925. Han reste därefter till Italien där han studerade vid den engelska akademien i Rom 1926–1927 och för Sigmund Lipinsky 1929. Hans akvarellmålningar uppmärksammades i slutet av 1920-talet och det kom att bli den teknik som han därefter huvudsakligen använde som sitt uttryckssätt. Säflund återvände upprepade gånger till Italien under sin livstid för att hitta motiv och idéer för nya målningar. Han vistades även en period på 1950-talet i Nederländerna. Han arbetade några år med ett utkast till ett större monumentaluppdrag för La Pro Civitate Christiana i Assisi som senare ej fullbordades. Från 1925 ställde han ut separat ett 20-tal gånger i Uppsala och han visade en retrospektiv utställning 1964. Tillsammans med Wilhelm Matton ställde han ut i Gävle 1938 och tillsammans med Andreas Björkman i Lund 1946. Han medverkade i Uplands konstförenings salonger i Uppsala ett 10-tal gånger. Hans konst består av små pittoreska målningar från de kuperade trakterna av Assisi, romerska kulturlandskapets rena linjer, Uppländska landskapsskildringar och stadsmiljöer från Uppsala samt enstaka figurmotiv och porträtt. Han blev en populär Uppsalamålare som skildrade staden och de omgivande slätterna. Säflund är representerad vid Gävle museum, Uplands konstförenings samling och San Francescokyrkan i Assisi.
Han var son till sjukgymnasten Lars Säflund och Emma Sofia Jonsson och från 1929 gift med Svea Ingeborg Andersson. Han var bror till professorn i klassisk språkvetenskap och kulturforskning Gösta Säflund.